# Henriette Conté
Pour les articles homonymes, voir Conté.
Henriette Conté, de son nom de naissance Marie-Henriette Bangoura, née le 9 novembre 1955 à Boké et morte le 12 mai 2020 à Conakry, est l’épouse de l'ancien président de la Guinée, Lansana Conté.

## Biographie
Née dans une famille chrétienne de la région du Baga Taï, elle fait des études à l'école pratique du commerce à Bellevue, à Conakry. Elle épouse en 1984 par Lansana Conté, peu avant le coup d'État qui le porte au pouvoir. 
En 1986, l'épouse du chef de l'état Henriette Conté préside l'association humanitaire d'Eliane Zabé.
Elle crée en 1997, une fondation, la Fondation Mama Henriette Conté pour la paix.
En 2005, lorsque l'état de santé du président s'est dégradé, lors de crise d'amnésie, Henriette Conté n'a pas pu réprimer ses émotions devant des éléments de la garde présidentielle.
En 2007, elle est vue comme un appui au rapprochement entre son époux le président Lansana Conté et le Premier ministre de consensus Lansana Kouyaté, dans un contexte politique tendu, mais son influence pouvait être contrée par celle de l'autre épouse du président, Kadiatou Seth Conté, qui pourrait gêner certaines réformes voulues par le Premier ministre.
En 2016, la presse dénonce l'implication dans le trafic de drogue de son beau-fils Ousmane Conté, arrêté pour ces faits, et d'elle-même.
Selon le Dictionary of African Biography, « cette fervente catholique […] n'a pas donné d'enfants à Conté […]. Néanmoins, elle est devenue auprès de la plupart des Guinéens connue comme Mama Henriette Conté et la "première Première dame de Guinée" […] et elle a toujours vigoureusement défendu la réputation de son mari ».
Elle meurt le 12 mai 2020 des suites d'une maladie. Le président Alpha Condé lui rend hommage sur Twitter.